# Tổ khúc cho Dàn nhạc Đa dạng (Shostakovich)

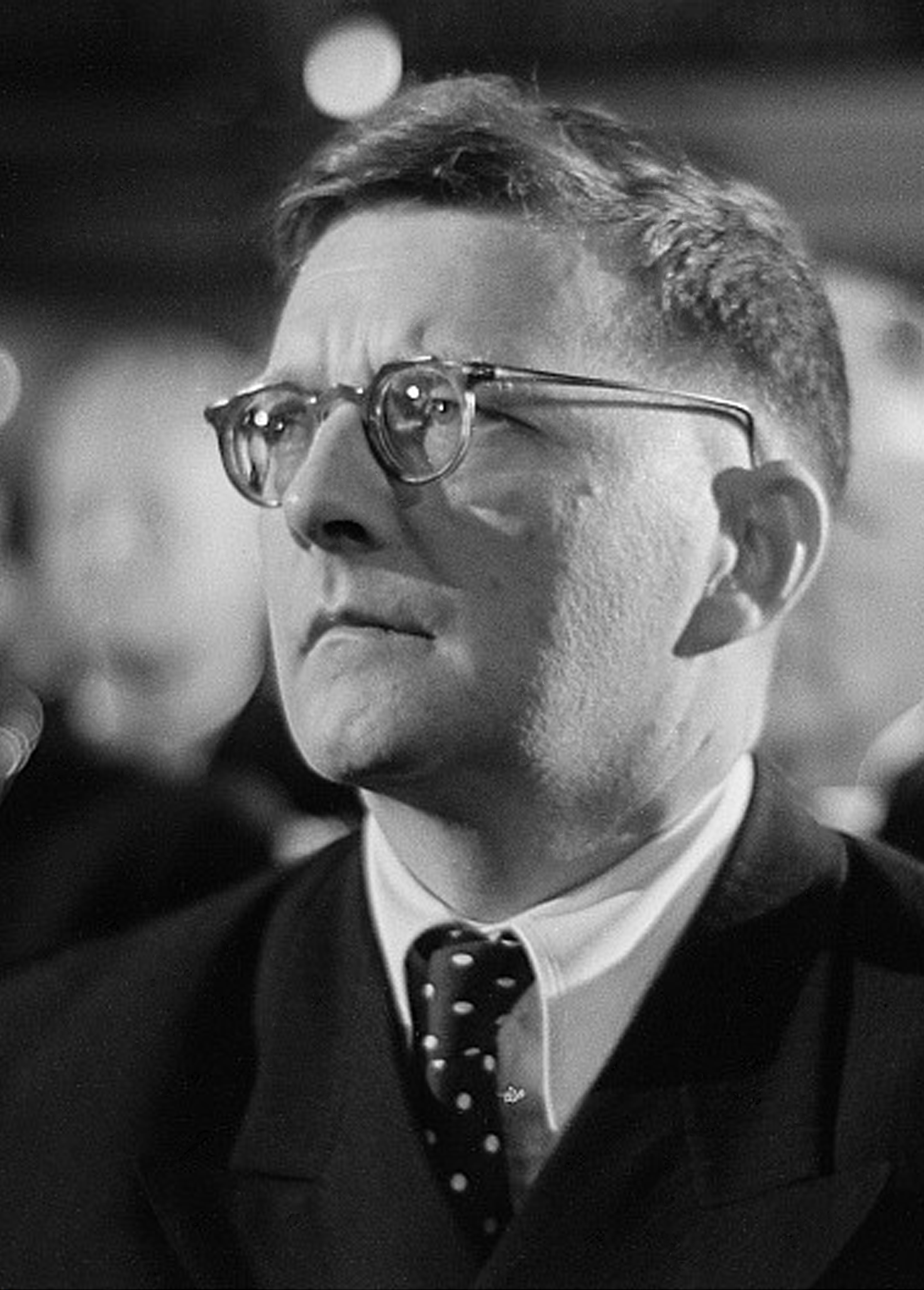
Dmitri Shostakovich, tác giả của tổ khúc

Tổ khúc cho Dàn nhạc Đa dạng (Suite for Variety Orchestra) (tiếng Nga: Cюита для эстрадного оркестра в восьми частях) (sau năm 1956) là một tổ khúc tám chương của Dmitri Shostakovich. Tác phẩm cũng chứa đựng một bộ các chương xuất phát từ các tác phẩm khác của nhà soạn nhạc. Nó cũng được đặt tên là Tổ khúc cho Dàn nhạc Trình diễn Đa dạng, ví dụ như trong danh mục Shostakovich của Derek Hulme.
Trong nhiều năm, Tổ khúc này bị xác định sai là Tổ khúc Jazz số 2 bị thất lạc (1938), đó là một tác phẩm khác trong ba chương đã bị mất trong Thế chiến II, bản piano đã được tìm ra vào năm 1999 bởi Manashir Yakubov, và dàn dựng một năm sau đó bởi Gerard McBurney.

## Nhạc cụ tham gia
Bản tổng phổ cho dàn nhạc gồm có 2 sáo (với piccolo). 1 oboe. 4 clarinet. 2 alto saxophone. 2 tenor saxophone (tenor đầu tiên tăng gấp đôi trên saxophone soprano). Bassoon. 3 kèn cor. 3 trumpet. 3 trombone. 1 tuba. timpani. 3 bộ gõ (với kẻnh tam giác, tambourine, trống bên, trống bass, chũm chọe. chũm chõe bị hãm. Đàn chuông, mộc cầm và vibraphone). Guitar. Đàn hạc, đàn celesta. 2 piano, accordion và bộ dây.

## Các chương
Theo một ghi chú của nhà soạn nhạc, bất kỳ chương nào có thể được chơi, và theo bất kỳ thứ tự nào. Thứ tự của các chương được đưa ra trong Tuyển tập Tác phẩm Chọn lọc của Dmitri Shostakovich như sau:
1. Hành khúc (trong cung F chính và rondo theo hình thức 5 phần, mỗi phần nhỏ trong D trưởng- B-giáng trưởng)
2. Khúc khiêu vũ 1 (trong cung A trưởng và gồm 3 phần, phần giữa viết ở cung F trưởng)
3. Khúc khiêu vũ 2 (trong cung D trưởng và gồm 3 phần, phần giữa viết ở cung C trưởng)
4. Little Polka (ở cung D trưởng và gồm 3 phần)
5. Lyric Waltz (dạng C thứ và gồm 3 phần, phần giữa trong cung A-giáng trưởng)
6. Điệu Waltz 1 (ở cung E-giáng/ B-giáng / G-giáng trưởng và gồm 3 phần, phần giữa trong cung A trưởng, kết thúc bằng E-giáng trưởng)
7. Điệu Waltz 2 (dạng C thứ và gồm 3 phần, phần giữa trong E-giáng trưởng - A-giáng trưởng)
8. Kết thúc (trong cung F trưởng)

## Bối cảnh
Bản tổ khúc được trình diễn lần đầu tiên tại một quốc gia phương Tây vào ngày 1 tháng 12 năm 1988 tại Sảnh Barbican, London, do Mstislav Rostropovich chỉ huy dàn nhạc, dưới tiêu đề Tổ khúc cho Dàn nhạc Jazz số 2 (đây là cái tên sai).
Tác phẩm được thu âm bởi Riccardo Chailly chỉ huy dàn nhạc Royal Concertgebouw vào năm 1991, (cái tên cũng bị ghi nhầm thành Tổ khúc Jazz số 2) và phát hành trên đĩa có tên Shostakovich: The Jazz Album (Decca 33702). Các chương trên bản ghi âm đó được biểu diễn theo thứ tự 1, 5, 2, 6, 4, 7, 3, 8. Bản ghi âm cho chương Waltz 2 của Chailly đã được sử dụng trên nhạc nền cho bộ phim Eyes Wide Shut năm 1999 của Stanley Kubrick, như là tựa đề mở đầu và cũng như để kết phim. Nhạc cũng được sử dụng như trong sê-ri A & E Network A Nero Wolfe Mystery (tập "Champagne for One"). Waltz 2 cũng được sử dụng trong các quảng cáo cho Sprint Nextel, Heineken và Lincoln Motor Company.
Người ta nghĩ rằng Tổ khúc cho Dàn nhạc Đa dạng phải được soạn bởi Shostakovich ít nhất là sau năm 1956, vì việc sử dụng tài liệu từ nhạc phim năm đó cho bộ phim Phi đội tiên phong. Trong thực tế, một phần lớn của bộ tổ khúc sử dụng lại:
- Các chương mở và kết (Hành khúc và Kết thúc) được dựa trên "Hành khúc" từ Những cuộc phiêu lưu của Korzinkina, Op. 59 (1940).
- Chương thứ hai (Khúc khiêu vũ 1) được chuyển thể từ "Nơi xóm chợ" (số 16) từ nhạc phim cho phim Ruồi trâu, Op. 97 (1955).
- Chương thứ ba (Khúc khiêu vũ 2) quay trở lại "Lời mời đến nơi hội ngộ" (số 20), từ ballet The Limpid Stream, Op. 39 (1934–35) [mà chính nó được lấy từ "Kịch và điệu nhảy của Giáo hoàng" (số 19) của vở The Bolt, Op. 27 (1930–31)].
- Chương thứ bảy (Waltz 2) được chuyển thể từ Waltz (chương thứ tám) từ Tổ khúc trong phim 'Phi đội tiên phong', Op. 99a (1956).

## Chuyển thể

### Dàn nhạc lớn
- bởi Johan de Meij (named "Jazz Suite No. 2" với chương 1, 5, 2 (in B giáng), 3, 7 và 8, phát hành bởi Amstel Music)
- bởi Steven Walker (movements 1, 2 and 5)
- bởi Norbert Studnitzky
- bởi Gert Buitenhuis
- bởi F. Laube
- bởi Hans-Joachim Rogoll
- bởi René Thévenaz
- bởi Rainer Bostelmann
- bởi André Waignein
- bởi Jean-Pierre Bourquin
- bởi James Curnow

### Dàn nhạc nhỏ
- bởi Hans-Joachim Rogoll (1.1.1.2alto sax.2ten sax.bar sax – 0.3.3.0 – perc. guit. piano. acc. 3 violins. db)

### Dàn nhạc giao hưởng nhỏ
- bởi Andre Rieu (Second Waltz)
- bởi Dàn nhạc Quốc gia Ukraine; Nhạc trưởng; Theodore Kuchar. (Toàn bộ tác phẩm)

## Văn hóa đại chúng
Ngoài bộ phim Eyes Wide Shut, bản nhạc (đặc biệt là Waltz No. 2) cũng đã được nghe trên Batman v Superman: Dawn of Justice, trong Mr. Robot, và trong Altered Carbon. [4] [5]

## Đánh giá
Shostakovich chắc chắn là một nhà soạn nhạc của cả sáng và tối. Một mặt, chúng ta có các tác phẩm dàn nhạc khốc liệt, rộng lớn, đầy những hàm ýchính trị lớn và những ý tưởng âm nhạc phức tạp. Mặt khác, chúng ta lại tìm thấy nhiều nhạc phim, tổ khúc Jazz tươi sáng vui vẻ, cả hai sáng tác trong những năm 1930.
(...) Cả hai tổ khúc Jazz của Shostakovich đều có chất lượng rất tốt (...) những gì chúng ta có thể chắc chắn là những âm thanh êm tai và hoàn toàn có thiện ý này vẫn tìm thấy một lượng thính giả đánh giá cao ngày nay.